# Jón Baldvin Hannibalsson
En aquest nom islandès, el darrer nom és un patronímic, no pas un cognom. La manera de referir-se a aquesta persona és pel nom de pila.
Jón Baldvin Hannibalsson (Ísafjörður, 21 de febrer de 1939) és un polític i diplomàtic islandès.

## Biografia
Fill de Hannibal Valdimarsson, Jón Baldvin Hannibalsson va fer un màster en economia a la Universitat d'Edimburg el1963. Va ser alumne de la Universitat d'Estocolm de 1963 a 1964, i també va estudiar a la Universitat d'Islàndia el 1965. Va assistir al Centre d'Estudis Europeus de la Universitat Harvard de 1976 a 1977. Va editar Frjáls þjóð (1964–1967) i Alþýðublaðið (1979–1982).
En la seva carrera política, va ser president del Partit Socialdemòcrata islandès (1984–1996), ministre de Finances (1987–1988) i ministre d'Afers Estrangers (1988–1995). Jón Baldvin Hannibalsson va encapçalar la delegació islandesa quan el país va participar en la formació de l'Espai Econòmic Europeu.
Més tard, va exercir com a diplomàtic als Estats Units i Mèxic de 1998 a 2002, i a Finlàndia, Estònia, Letònia i Lituània de 2002 a 2005. Va ser ambaixador a Ucraïna de 2004 a 2006. Va reconèixer la independència dels estats bàltics el 1991 i va ser l'únic ministre d'Exteriors occidental a arribar en escena el gener de 1991, quan Gorbatxov estava a punt de viure una ofensiva militar.

## Llegat
El gener de 1991, després que el vessament de sang de Vílnius, va començar el procés d'establir connexions diplomàtiques entre Lituània i Islàndia. Així, Islàndia va ser el primer estat a entrar en conflicte amb la Unió Soviètica per donar suport a la llibertat bàltica.
En reconeixement, la plaça davant del Ministre d'Exteriors d'Estònia a Tallin s'anomena plaça d'Islàndia, i les roques de les últimes barricades de gener de 1991 als entorns del parlament lituà duen la inscripció "Per Islàndia - Ells es van atrevir mentre altres callaven".
Pel seu paper en el reconeixement de la independència de Lituània, Jón Baldvin Hannibalsson va ser guardonat com a Comandant de la Gran Creu de l'Orde del Gran Duc Gediminas de Lituània, així com la Medalla de 13 de gener i el títol de ciutadà honorífic de Vílnius. També va rebre la primera classe de l'Orde de la Creu de Terra Mariana d'Estònia.